# エア・プロダクツ

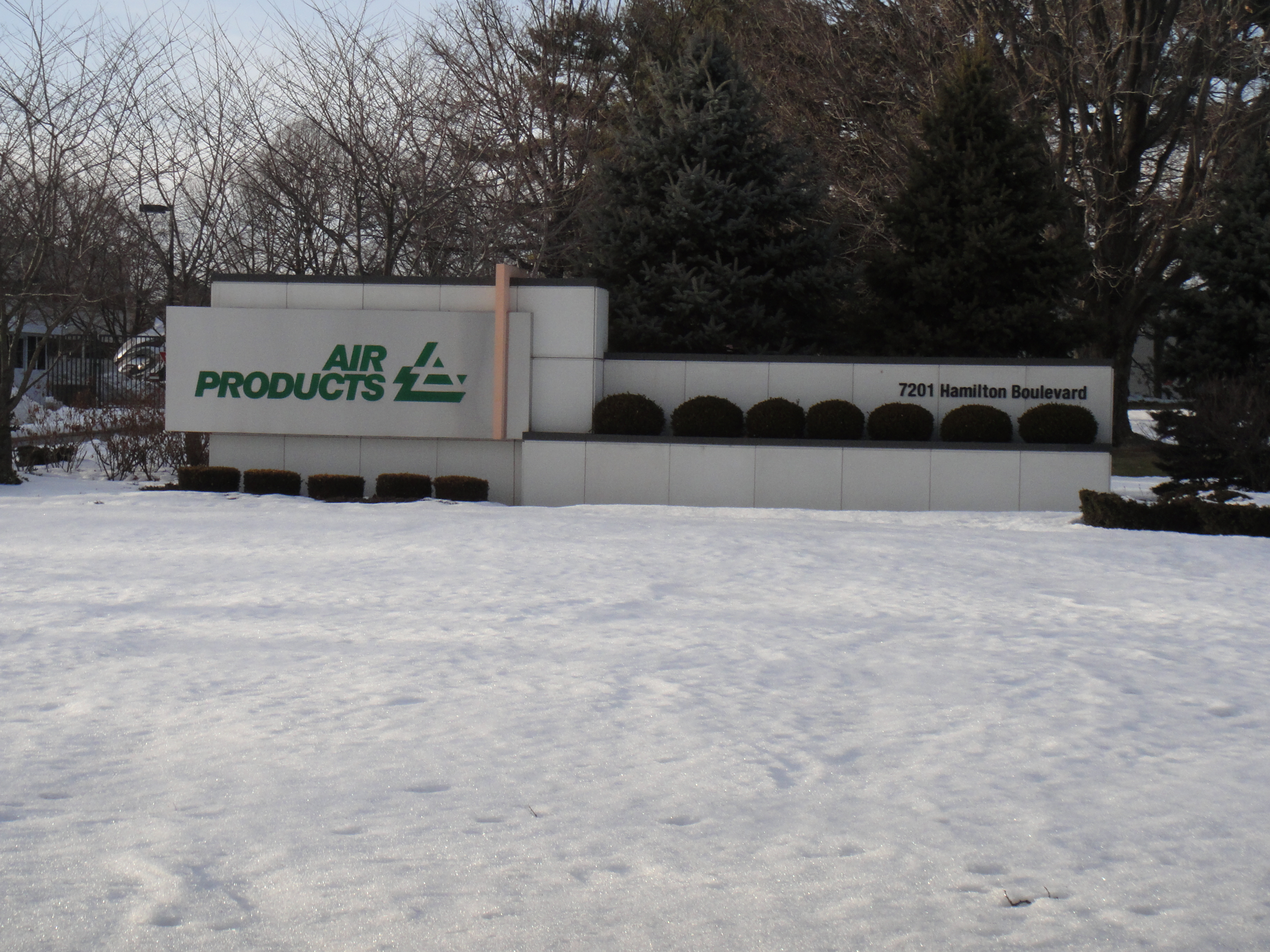
ペンシルベニア州アレンタウンにあるエア・プロダクツ・アンド・ケミカルズの本社 (2014年3月)

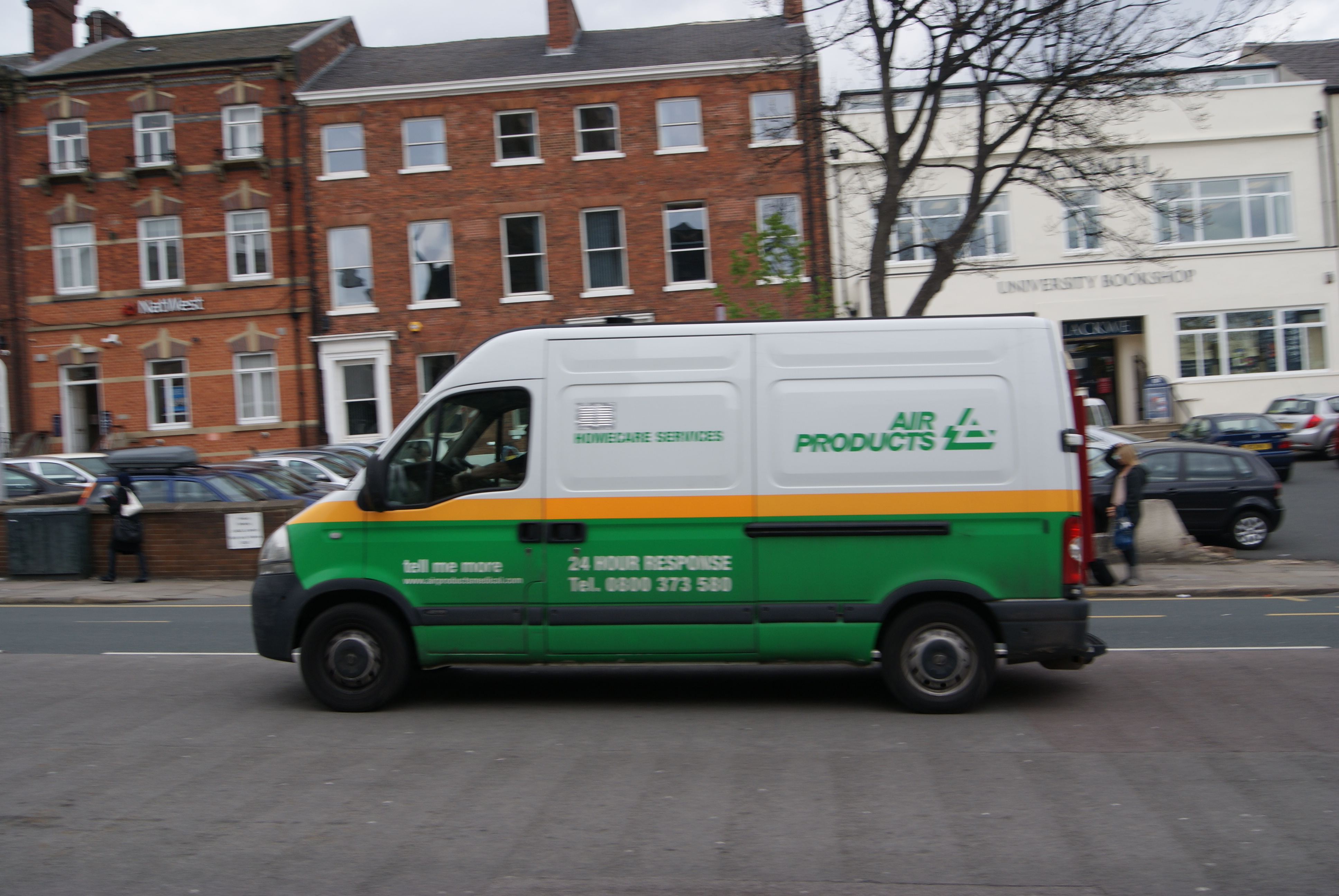
ウェスト・ヨークシャー州リーズにあるエアープロダクツの車両 (2010年5月)

エア・プロダクツ・アンド・ケミカルズ（英: Air Products and Chemicals, Inc.）は、工業用のガスや化学薬品の販売を主な事業とするアメリカの国際企業である。
本社はペンシルバニア州リーハイバレー地域のアレンタウンにあり、ペンシルバニア州リーハイ郡で10番目に大きな企業である。

## 製品紹介
エア・プロダクツは、世界中のテクノロジー、エネルギー、ヘルスケア、食品、産業市場の顧客に、工業用ガス（主に酸素、窒素、アルゴン、水素、二酸化炭素）、プロセスガス、特殊ガス、機能性材料、化学中間体を提供している。
エア・プロダクツは、精製用水素、天然ガス液化技術と装置、エポキシ樹脂、ガスキャビネット、コーティング剤、接着剤を製造している。
エア・プロダクツは50年にわたりNASAと協力関係にあり、スペースシャトルの打ち上げやマーキュリー計画、アポロ計画で外部燃料タンクに液体水素と液体酸素燃料を供給した。
2013年には、ボルツマン定数のより正確な値を決定するために、エア・プロダクツの高純度アルゴンが使用された。
2015年9月17日、エア・プロダクツはマテリアルテクノロジーズ事業を分離する意向を発表した。　この独立した新会社はバーサム・マテリアルズと命名された。　バーサムはその後、製薬会社のメルクに買収された。
2017年1月、エア・プロダクツはエボニックへのパフォーマンスマテリアルズ部門の売却を完了し、同社は産業ガス事業に専念することになった。

## 環境実績
2010年、エア・プロダクツは、Rushlight Hydrogen and Fuel Cells industry awardを受賞した。この賞は、英国およびアイルランド全土の組織による環境技術およびイノベーションを表彰するものである。その目的は、世界で起きている水素と燃料電池に関する問題を一般に広め、二酸化炭素排出削減に向けてさらなる開発と資金提供を可能にすることである。
2004年1月15日、エア・プロダクツは、メープルクロフトの気候革新指数リーダーに選ばれ、気候問題への革新と炭素管理プログラムで優れた米国大企業300社のうち17位にランクされた。エア・プロダクツは現在、世界各地で卓越した炭素回収・貯留実証プロジェクトに取り組んでいる。
エア・プロダクツは、2008年のDow Jones Sustainability (DJSI) North America Indexで、最も業績の良い持続可能な企業の1社に選ばれた。DJSI North America Indexには、北米の大手企業600社のうち上位20％のみが選ばれる。
2001年、エア・プロダクツは、カリフォルニア州サンタクララの製造施設における冷却工程を再生水に転換することにより、年間6,200万米ガロン（2億3千万リットル）の飲料水を節約したとして、水再利用協会（WateReuse Association）から卓越した節水努力に対して功労賞を授与された。この賞は、第25回年次水再利用シンポジウムで授与された。協会は、再生、リサイクル、再利用、海水淡水化などを利用し、教育、健全な科学、技術を通じて水の再利用の受容を進め、公衆と環境の利益に貢献したプロジェクトを表彰している。

## 企業責任
2010年3月4日、コーポレート・レスポンシビリティ誌は、エア・プロダクツを「ベスト企業市民100社」に選出した。
2022年、エア・プロダクツはウクライナ侵攻とその後のロシアに対する国際制裁を受けて、ロシアでの事業停止を拒否していた。しかし、イェール大学経営大学院によると、同社はその立場を翻し、その後ロシアにおける利益を売却した。